# Pernilongo

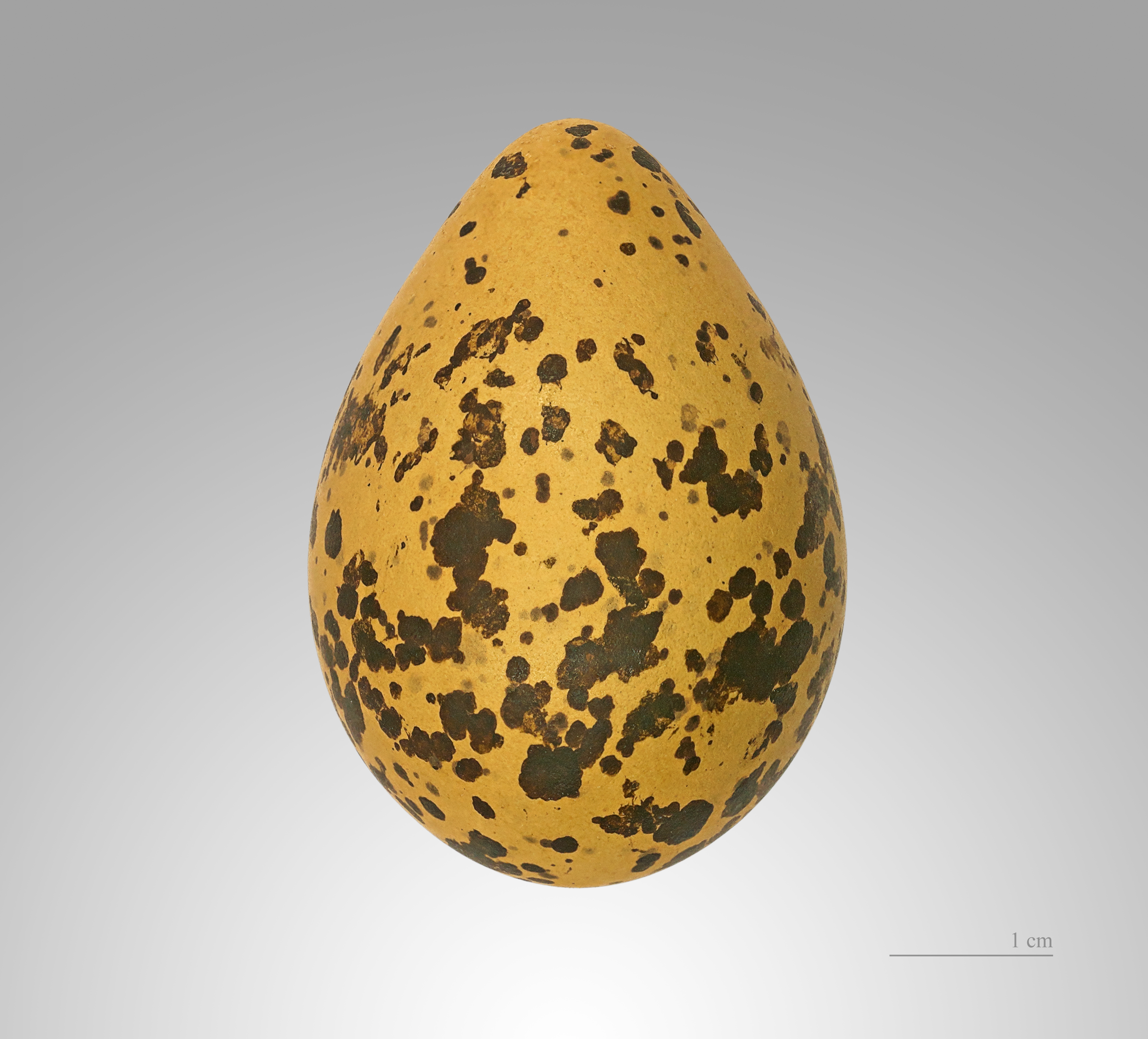
Himantopus himantopus - MHNT

O pernilongo ou pernalonga (Himantopus himantopus) é uma ave limícola que pertence à família Recurvirostridae. Em Portugal pode ser visto durante todo o ano, mas é mais comum no verão.
É facilmente identificável pelas longas patas vermelhas, corpo branco e asas pretas, fazendo lembrar uma cegonha em miniatura (curiosamente, em espanhol tem a designação de cigüeñela, ou seja, «cegonhazinha»). Ocorre geralmente em salinas ou noutros planos de água doce ou salobra.